# Il... Belpaese
Il... Belpaese è un film italiano del 1977 diretto da Luciano Salce.

## Trama
Anni '70. Dopo otto anni trascorsi su una piattaforma petrolifera nel Golfo Persico, Guido Belardinelli ritorna a Milano, trovandola immersa nel caos degli anni di piombo. Con i suoi risparmi apre un negozio di orologeria che però non ha il successo sperato. È inoltre bersaglio di attacchi malavitosi ad opera di Spadozza, un boss locale che intende rilevare il suo negozio per trasformarlo in un punto per lo smercio di droga, oltre a essere spesso vittima di furti e rapine da parte di ladri e gruppi di studenti-rivoluzionari.
È proprio durante un esproprio proletario da parte di un gruppo di militanti che Guido incontra Mia, una giovane contestatrice di cui ben presto si innamora. Iniziano a incontrarsi sporadicamente fino al giorno in cui lei decide di avere un figlio da lui. Quando Guido è sull'orlo del fallimento e sembra che il destino abbia deciso che il suo futuro sia nuovamente nel Golfo Persico, l'amore per il nascituro e, in fondo, per la sua ingrata Italia, gli faranno cambiare idea.

## Produzione
Nonostante l'ambientazione milanese, il film fu in buona parte girato nei teatri di posa della De Paolis a Roma, città in cui è stato girato buona parte dei film spacciata per Milano, in cui venne ricostruito un settore del quartiere in cui si svolge la storia.
In esterni, invece, vediamo: Villa Giovanelli Fogaccia sita in zona Boccea, Viale Palmiro Togliatti e Via del Serafico in zona EUR.

## Curiosità
Con un po' di attenzione si può notare la facciata dell'accademia di danza vista in Suspiria; in questo caso ridipinta in grigio. Infatti anche parte del classico del terrore di Dario Argento fu girato negli studi De Paolis.

## Colonna sonora
Nella colonna sonora sono presenti numerosi brani punk dell'epoca, come ad esempio: I Don't Care dei The Boys, Born to Lose di Johnny Thunders, Sonic Reducer dei Dead Boys, tratti dal disco "Punk Collection". Nei titoli di coda è presente il brano Si fa sera, eseguito dal gruppo I Romans.